# Віктор Феддерсен
Віктор Феддерсен (дан. Victor Feddersen, 31 січня 1968) — данський академічний веслувальник.
Олімпійський чемпіон 1996 року в складі розпашної четвірки без стернового легкої ваги, бронзовий призер 2000 року в складі розпашної четвірки без стернового легкої ваги.